# Viscacha
Viscachas hay vizcachas là tên chỉ một số loài gặm nhấm trong họ Chinchillidae, viscacha là gặm nhấm họ nhà sóc sinsin Nam Mỹ. Chúng thường sống rải rác ở khu vực núi và đồng bằng Argentina, Chilê, Peru và Ecuador.
Chuột viscacha được phân ra làm 5 loài khác nhau bao gồm chuột viscacha đồng bằng (Lagostomus maximus), Lagidium ahuacaense, Viscacha Bắc (Lagidium peruanum), Viscacha Nam (Lagidium viscacia) và Viscacha Wolffsohn (Lagidium wolffsohni). Chúng có lông bóng mượt và đôi tai dài thẳng đứng, chuột viscacha có ngoại hình gần giống với loài thỏ ngoại trừ việc chúng có chiếc đuôi dài đặc trưng.